# Limnanthes douglasii
Espèce
Limnanthes douglasii est une espèce de plantes à fleurs de la famille des Limnanthaceae. C'est une  annuelle communément appelée limnanthe de Douglas, Douglas meadowfoam ou poached egg plant.

## Description
La plante porte généralement des fleurs blanches avec un centre jaune, d'où le nom de poached egg plant (« plante à œufs pochés » en français), mais la couleur des fleurs peut varier d'une sous-espèce à l'autre. C'est une plante ornementale populaire. Elle attire les syrphes et est pollinisée par les abeilles. Elle s'auto-ensemence, même dans une pelouse,.

## Répartition et habitat
Elle est originaire de Californie et d'Oregon, où elle pousse dans des habitats humides et herbeux, tels que les mares vernales et les prairies de printemps. Elle peut pousser sur des sols argileux mal drainés. La plante a été collectée par l'explorateur et botaniste écossais David Douglas, qui travaillait sur la côte ouest de l'Amérique dans les années 1820.

## Interactions entre espèces
Andrena pulverea (syn. limnanthii) est une espèce d'abeille minière qui se spécialise dans la pollinisation des fleurs de L. douglasii subsp. rosea,.

## Galerie

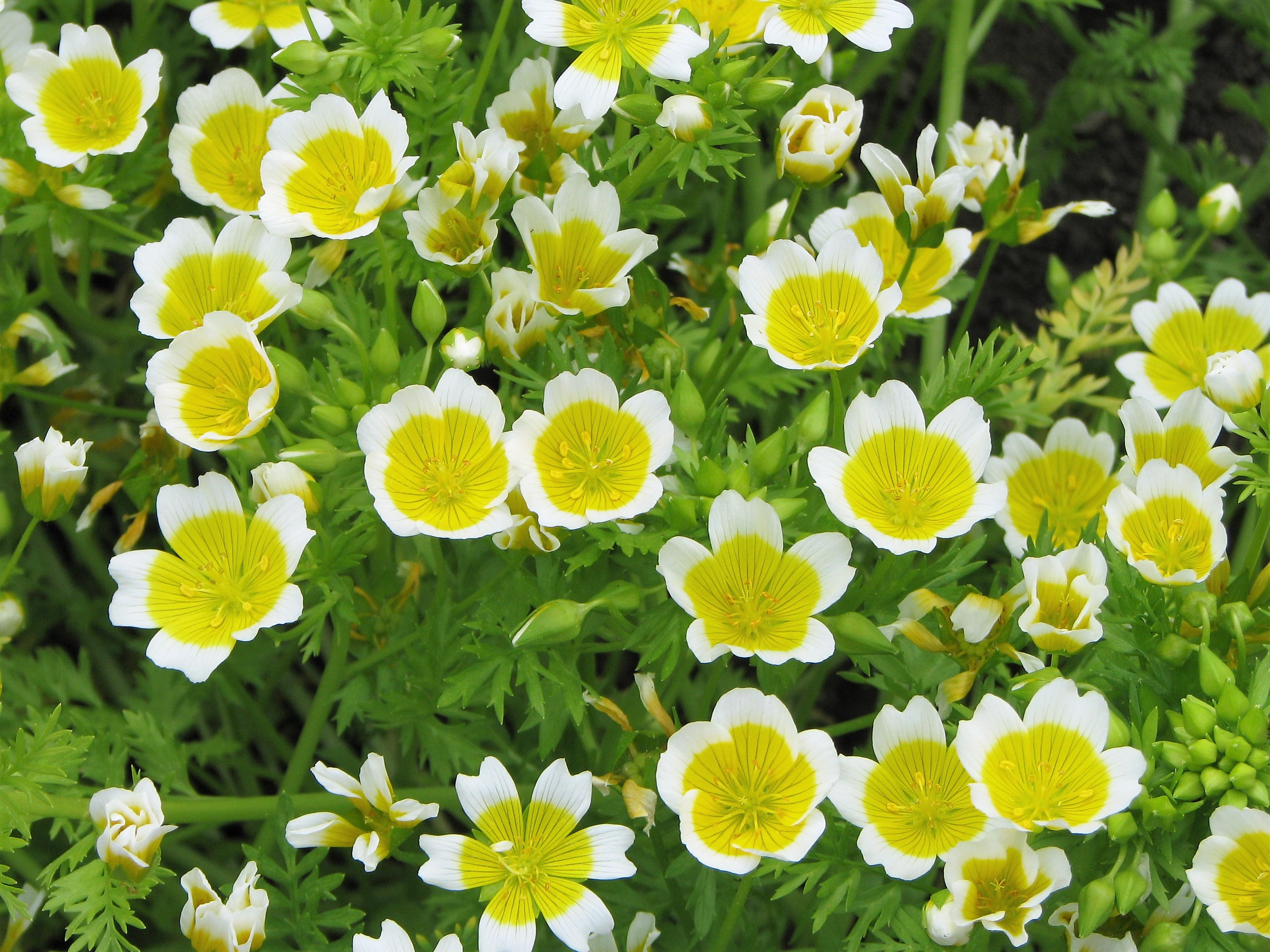
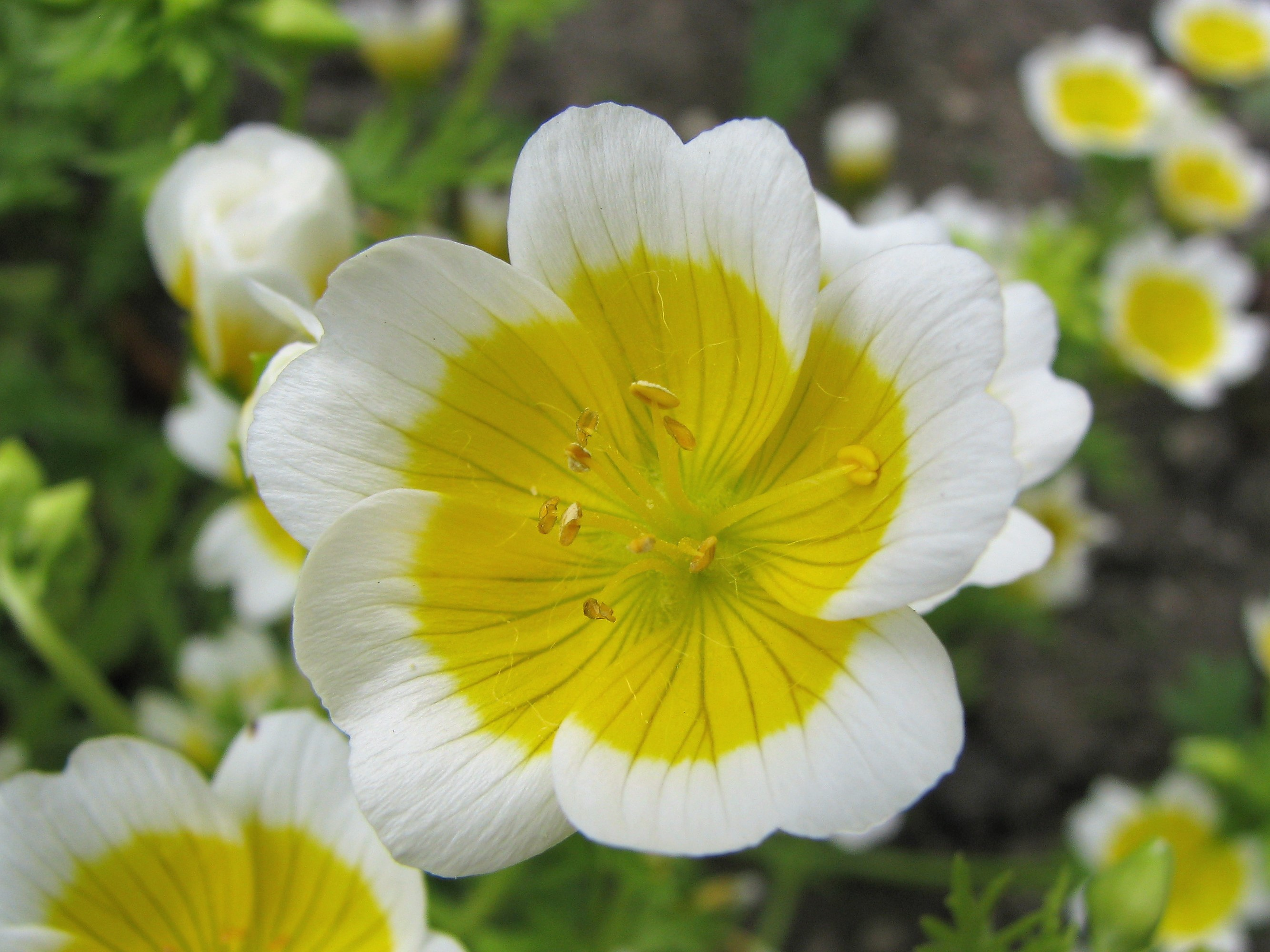
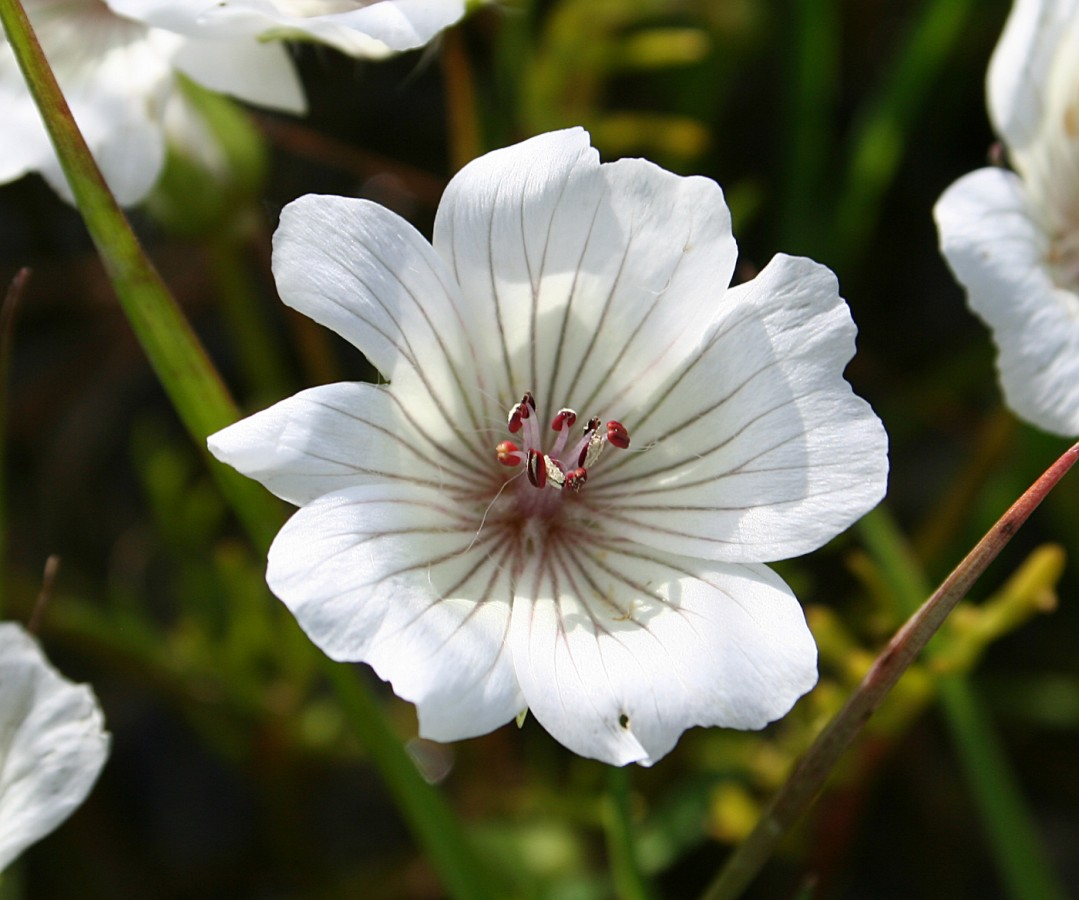
L. douglasii subsp. rosea

## Systématique
Le nom correct complet (avec auteur) de ce taxon est Limnanthes douglasii R.Br..
Ce taxon porte en français le nom vernaculaire ou normalisé suivant : Limnanthe de Douglas,.
Limnanthes douglasii a pour étymologie : pour le nom générique Limnanthes le mot grec « limné » signifiant « eau stagnante, marais, étang » et « anthe » signifiant « floraison, fleur » donnant : « plante vivant dans les marais ». L'épithète douglasii est dédié à l'horticulteur écossais David Douglas

Limnanthes douglasii a pour synonymes :
- Limnanthes douglasii var. douglasii
- Limnanthus douglasii

Il existe six sous-espècesGBIF (30 décembre 2024)
- L. douglasii subsp. douglasii R. Br., est originaire des montagnes et vallées côtières du sud-ouest de l'Oregon jusqu'à la baie de San Francisco
- L. douglasii subsp. nivea (C.T. Mason) C.T. Mason, à fleurs blanches, pousse dans les montagnes côtières du nord de la Californie.
- L. douglasii subsp. ornduffii (E. G. Buxton), avec 4 pétales au lieu de 5, est endémique du comté de San Mateo en Californie[8].
- L. douglasii subsp. rosea (Benth.) C.T. Mason, trouvée dans la Central Valley de Californie et les collines adjacentes, ses pétales sont souvent veinés de rose.
- L. douglasii subsp. sulphurea (C.T. Mason) C.T. Mason, est une sous-espèce rare à pétales jaunes endémique de la région de la baie de San Francisco
- L. douglasii subsp. striata (Jeps.) Morin, a récemment été intégrée à cette espèce ; elle est présente dans la chaîne de Klamath et dans le nord et le centre de la Sierra Nevada

Le nombre exact de sous-espèces a été contesté, certains affirmant qu'il existe quatre sous-espèces de « Limnanthes » « douglasii », bien que les espèces existantes soient très polymorphes.